# LittleBigPlanet 2
LittleBigPlanet 2 (soms afgekort LBP2 of LBP 2) is een platformspel voor de PlayStation 3. Het is gemaakt door Media Molecule en uitgegeven door Sony Computer Entertainment. Het is het vervolg op LittleBigPlanet.
In LittleBigPlanet draait het allemaal om play, create & share ofwel spelen, creëren en delen. Spelers kunnen personages besturen genaamd Sackboy, Sackgirl of Sack person. Ze kunnen lopen, springen en voorwerpen slepen. Spelers kunnen hun eigen werelden maken, door bijvoorbeeld stickers in de levels te plakken of de level-editor te gebruiken om nieuwe werelden aan te maken. Zo kunnen spelers hun zelfgemaakte werelden of voorwerpen online delen met de rest van de spelers.